# Neacomys
Neacomys es un género de roedores miomorfos de la familia Cricetidae. Son endémicos de Centroamérica y Sudamérica.

## Especies
Comprende las siguientes especies:
- Neacomys dubosti Voss, Lunde and Simmons, 2001.[3]
- Neacomys guianae Thomas, 1905.
- Neacomys marci  Tinoco, Koch, Colmenares-Pinzón, Castellanos & Brito, 2023.[4]
- Neacomys minutus Patton, da Silva and Malcolm, 2000.[5]
- Neacomys musseri Patton, da Silva and Malcolm, 2000.[5]
- Neacomys paracou Voss, Lunde and Simmons, 2001.[3]
- Neacomys pictus Goldman, 1912.
- Neacomys serranensis Colmenares-Pinzón, 2021. [6]
- Neacomys spinosus (Thomas, 1882).
- Neacomys tenuipes Thomas, 1900.
- Neacomys vargasllosai Hurtado & Pacheco, 2017.[7]

## Enlacesexternos
- Wikispecies tiene un artículo sobre Neacomys.

- Datos: Q593339
- Especies: Neacomys